# Provolone
Provolone is een van koemelk gemaakte “gebroeide kneedkaas” uit Italië die half hard tot hard kan zijn. Door het kneden en bewerken van de wrongel zijn soms de laagjes in de structuur van de kaas waar te nemen. Met broeien bedoelt men het toevoegen van heet water in het begin van het kneedproces.

## Beschrijving
Provolone behoort tot de zogenoemde geknede kazen, die in het Italiaans formaggi a pasta filata heten (filare betekent uit elkaar trekken en pasta is het zuivel). Er bestaan twee varianten. Provolone dolce is de milde variant gemaakt met kalfsstremsel en wordt jong gegeten. Provolone piccante is door het gebruik van geitenstremsel of schapenstremsel en een langer rijpingsproces van minimaal 3 maanden kruidiger en pittiger.
Meestal wordt deze kaas gemaakt in een klassieke kegel- of mandarijnvorm van ongeveer 40 centimeter lang en met een gewicht van 4 à 6 kilogram. Er worden ook wel veel andere vormen en gewichten geproduceerd.
Oorspronkelijk is de provolone een variant op de provola, maar in de 19e eeuw ontwikkelde hij zich in Campania tot een aparte kaas. Er wordt tegenwoordig ook provolone geproduceerd in Japan, de Verenigde Staten, Brazilië, Argentinië en Uruguay. De Provolone Valpadana en Provolone del Monaco zijn allebei Europees beschermde herkomstbenamingen met het keurmerk Denominazione di Origine Protetta (DOP).

## Productieproces
- De wrongel laat men eerst indikken om daarna als een koek op een plaat uit te leggen.
- De koek wordt in stukken gesneden en weer bij elkaar in een bak verzameld om daar verder aan te zuren.
- De stukken aangezuurde wrongel laat men met wat heet water broeien en kneedt het tot een elastische massa.
- De massa wordt in strengen uit elkaar getrokken en vervolgens in zo kenmerkende vormen gestopt en geperst.
- Hierna wordt de kaas uit de vorm gehaald en in een pekelbad gelegd.
- Daarna worden zij samengebonden met touw, opgehangen en behandeld met een laagje paraffine. Kazen die langer moeten rijpen krijgen dit laagje in een later stadium.

## Gebruik
De jongere kazen - 2 à 3 maanden - worden vaak als dessert-kaas geserveerd. Vooral bij koffie of espresso combineert zij goed. De oudere - 6 à 24 maanden - is goed te raspen. Provolone wordt traditioneel geserveerd met knapperig brood en mostarda di frutta, fruit ingemaakt in azijn van wijnmost met gemalen mosterdzaad. Bij de piccante drinkt men een volle rode wijn; bij de dolce wordt over het algemeen een lichtere rode wijn gedronken.

## Afbeeldingen

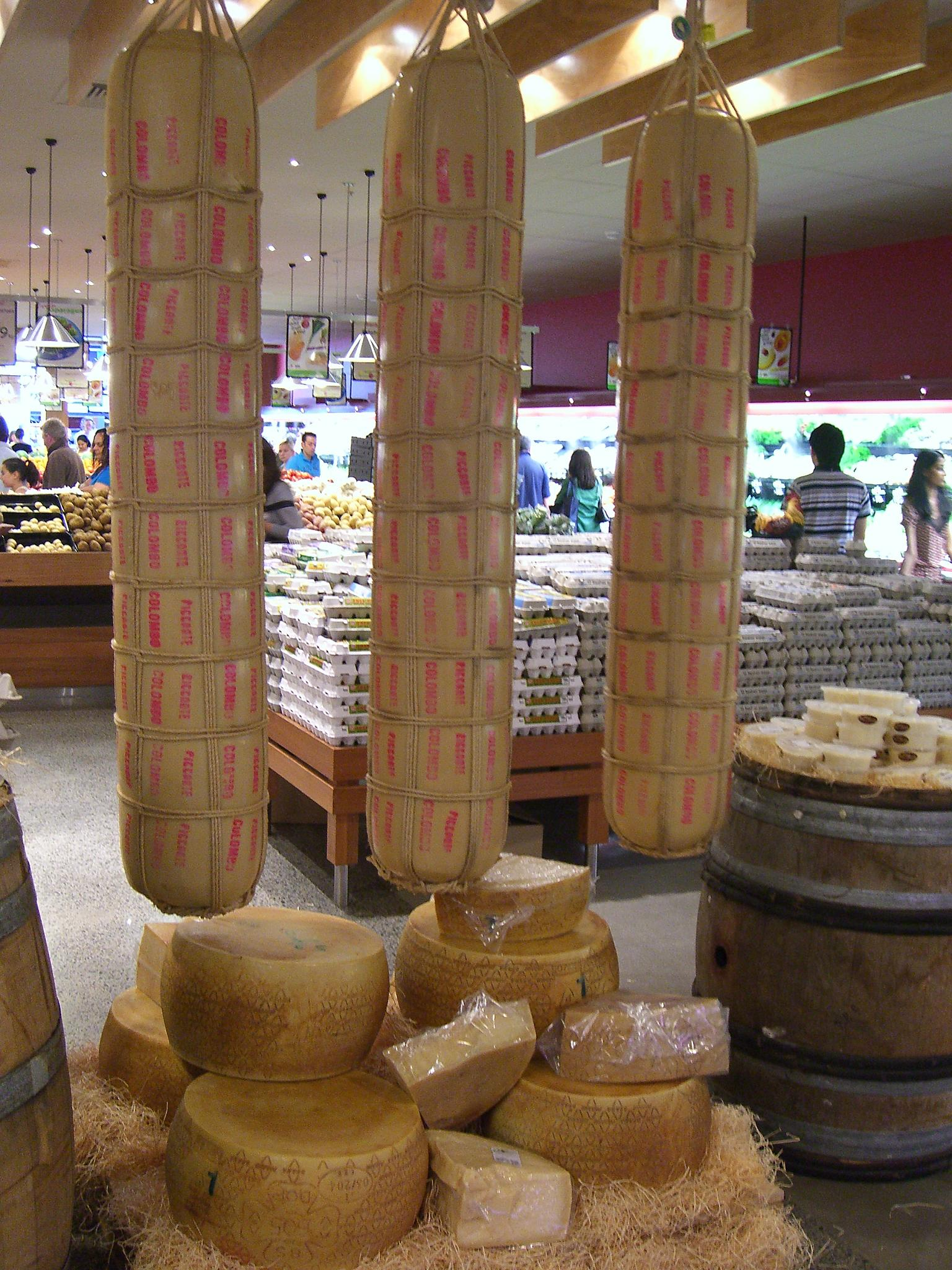
Worstvormige Provolone in Pavia
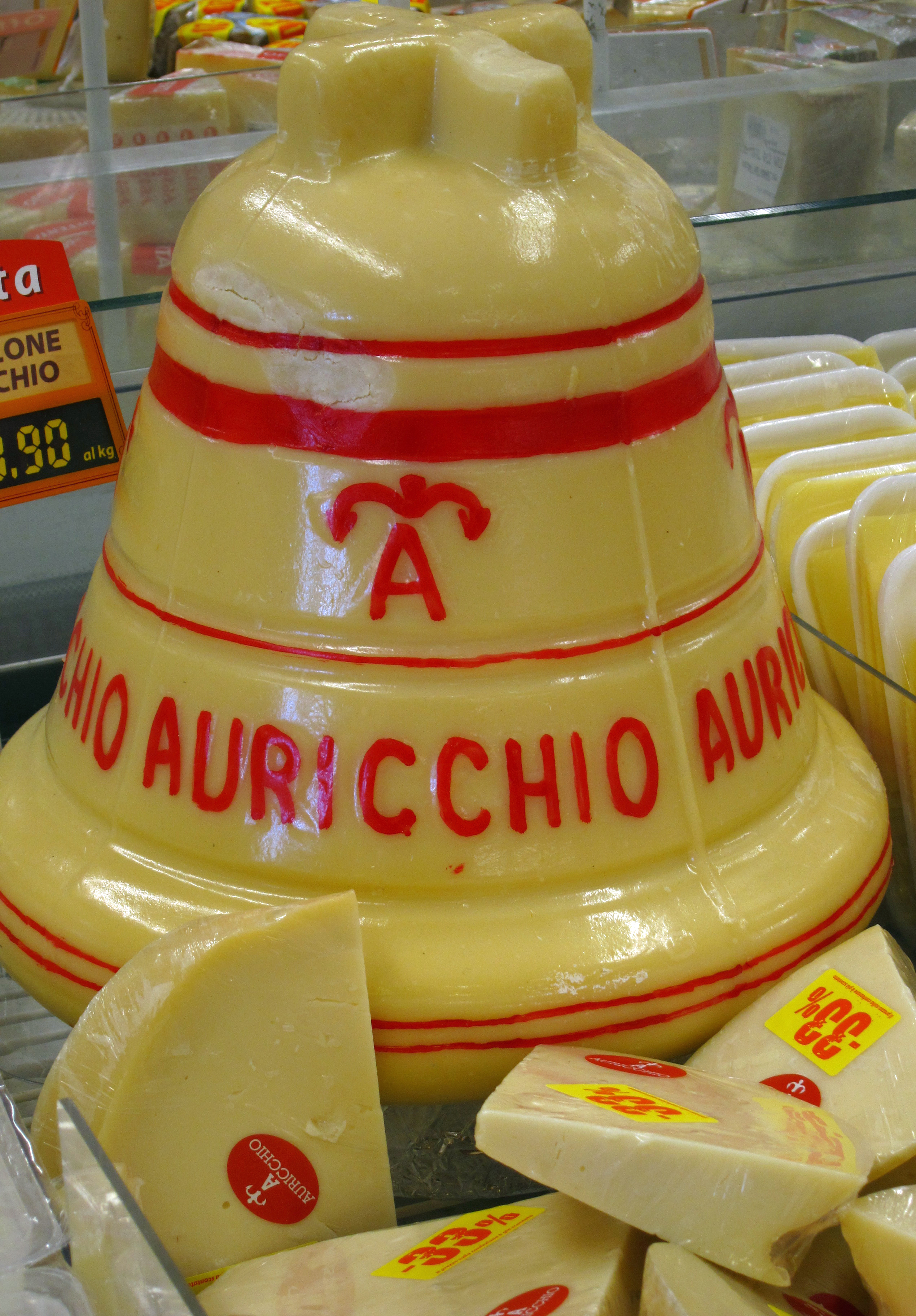
Klokvormigen Provolone geproduceerd door Auricchio
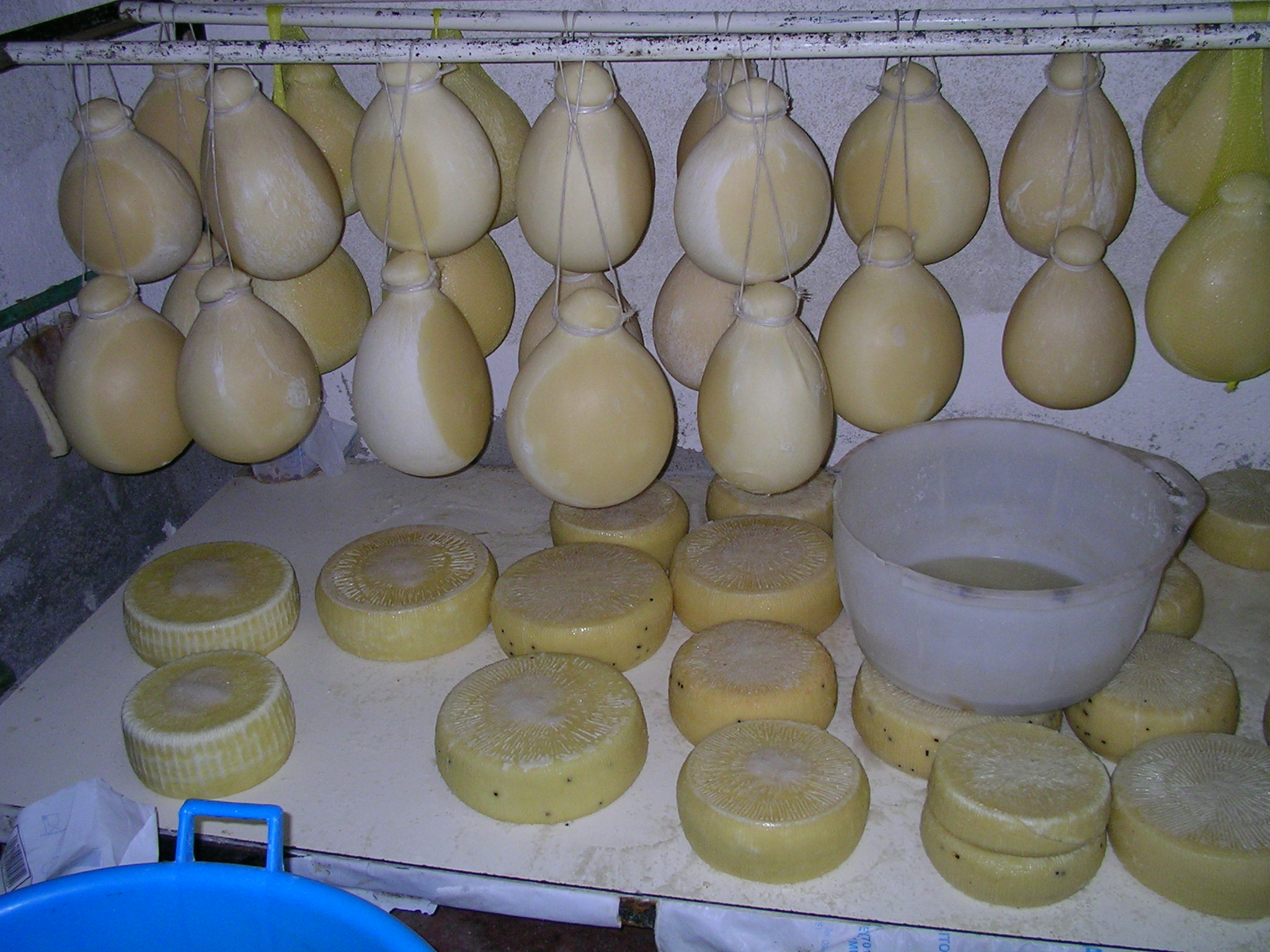
Hangende Provolone bij een fabrikant in Nebrodi
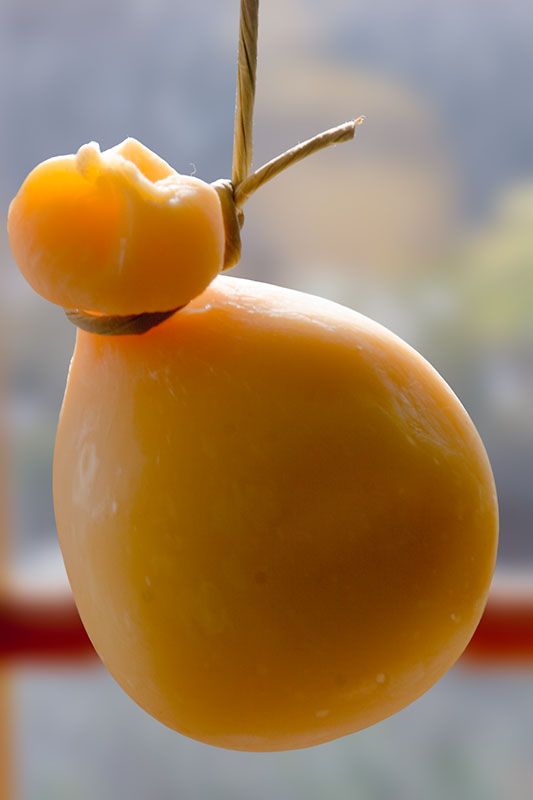
Provolone behandeld met wax
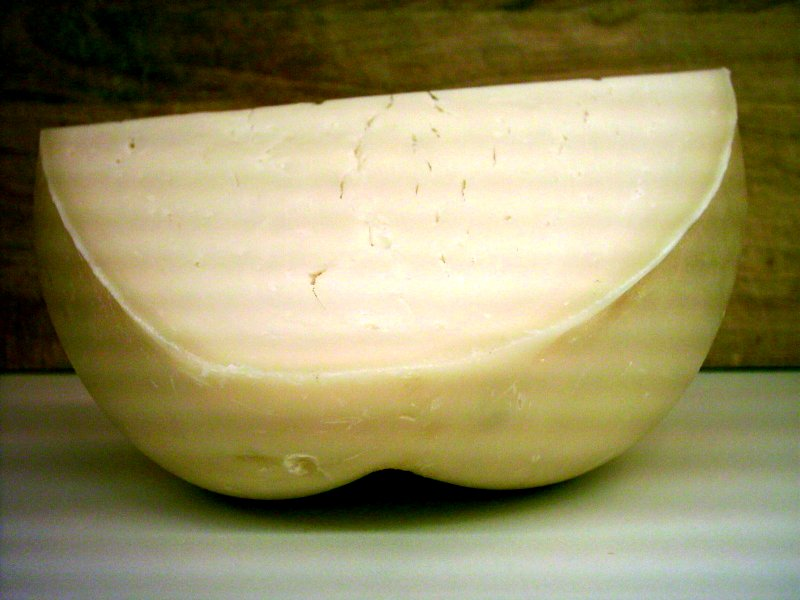
Een stuk provolone van de mandarijnvorm
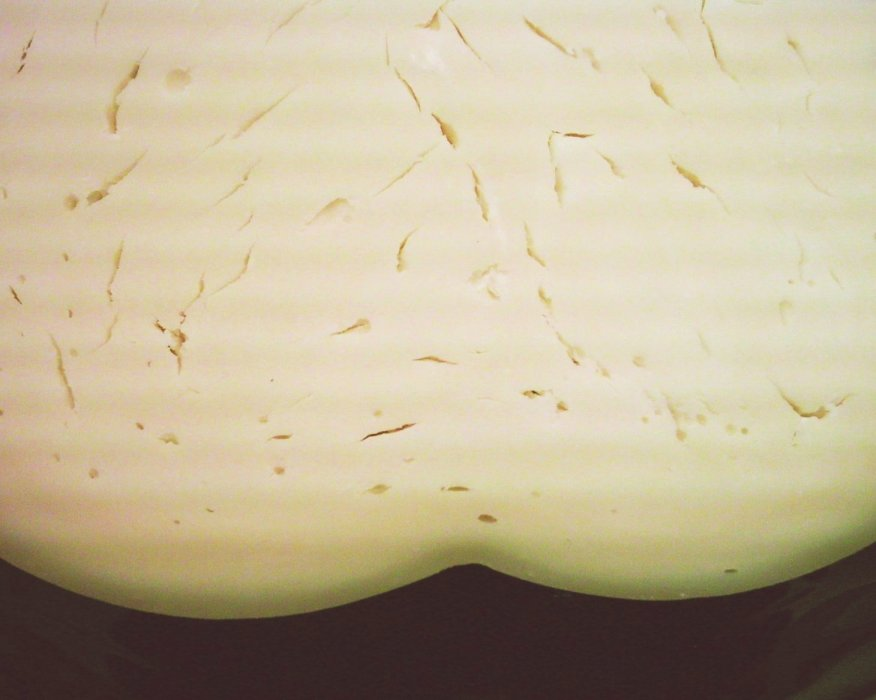
Van dichtbij is de kneed-structuur van de kaas soms te zien